# Юн, Дмитрий Дя-Гирович
Юн Дмитрий Дя-Гирович (16 октября 1993, Газалкент, Узбекистан) — российский профессиональный боксёр, мастер спорта России. Трёхкратный победитель первенства России (2007, 2009, 2010). Победитель спартакиады учащихся России в 2009 году. Финалист чемпионата Мира среди студентов в 2012 году, бронзовый призёр первенства Европы 2007 года. Победитель многих всероссийских и международных турниров.

## Биография
Родился в маленьком городе Газалкент. В 1996 году семья переехала в Россию. В бокс пришёл в 2000 году. В 16 лет выполнил норматив Мастера спорта России . Первый тренер Дмитрия заслуженный тренер России А.П Орлов. На данный момент Дмитрий тренируются под руководством заслуженного тренера Владимира Рощенко.

## Любительская карьера
Выступал за Челябинскую область. Победитель первенства России по боксу среди юношей в 2007 году, затем в этом же году стал победителем первенства России по боксу среди старших юношей. Победитель первенства России по боксу в 2009 году. Победитель Всероссийских соревнований «Кубок памяти Н.А Никифорова -Денисова, почетного президента AIBA» 2009 год . Победитель первенства России среди молодёжи в 2010 году . Финалист чемпионата мира среди студентов в 2012 году . Входил в состав национальной сборной команды России по боксу в 2007,2009,2010,2012,2013,2014 г.г

## Профессиональная карьера
Профессиональную боксерскую карьеру Дмитрий начал 28 июня 2019 года в США, победив единогласным решением судей мексиканского боксера Хосе Антонио Меза (6-3). Второй профессиональный поединок провел так же в США его соперником был американец Хавьер Мартинес, Дмитрий одержал победу единогласным решением судей .

## Статистика профессиональных боёв
В таблице перечислены результаты всех поединков боксёров.
В каждой строке указан результат поединка. Дополнительно номер поединка обозначен цветом, который обозначает итог поединка. Расшифровка обозначений и цветов представлена в нижеследующей таблице.
| Пример | Расшифровка                     |
| ------ | ------------------------------- |
|        | Победа                          |
|        | Ничья                           |
|        | Поражение                       |
|        | Планируемый поединок            |
|        | Поединок признан несостоявшимся |
| КО     | Нокаут                          |
| ТКО    | Технический нокаут              |
| PTS    | Решение судей (по очкам)        |
| UD     | Единогласное решение судей      |
| MD     | Решение большинства судей       |
| SD     | Раздельное решение судей        |
| RTD    | Отказ от продолжения боя        |
| DQ     | Дисквалификация                 |
| NC     | Поединок признан несостоявшимся |

| 6 поединков, 5 побед (1 нокаутом), 1 поражение. | 6 поединков, 5 побед (1 нокаутом), 1 поражение. | 6 поединков, 5 побед (1 нокаутом), 1 поражение. | 6 поединков, 5 побед (1 нокаутом), 1 поражение. | 6 поединков, 5 побед (1 нокаутом), 1 поражение.           | 6 поединков, 5 побед (1 нокаутом), 1 поражение. | 6 поединков, 5 побед (1 нокаутом), 1 поражение. |
| Бой                                             | Рекорд                                          | Дата боя                                        | Соперник                                        | Место проведения боя                                      | Раундов, время                                  | Дополнительно                                   |
| ----------------------------------------------- | ----------------------------------------------- | ----------------------------------------------- | ----------------------------------------------- | --------------------------------------------------------- | ----------------------------------------------- | ----------------------------------------------- |
| 6                                               | 5-1                                             | 23 января 2021                                  | Жора Амазарян (9-2-2)                           | Академия бокса РСС, Екатеринбург, Россия                  | RTD 4 (8)                                       |                                                 |
| 5                                               | 5-0                                             | 7 ноября 2020                                   | Шерзоджон Абдураззоков (1-0)                    | Академия бокса РСС, Екатеринбург, Россия                  | MD 6 (6)                                        |                                                 |
| 4                                               | 4-0                                             | 7 марта 2020                                    | Станислав Максюченко (2-1-1)                    | Академия бокса РСС, Екатеринбург, Россия                  | RTD 4 (6)                                       |                                                 |
| 3                                               | 3-0                                             | 24 января 2020                                  | Артем Айвазиди (12-16-1)                        | Академия бокса РСС, Екатеринбург, Россия                  | UD 6 (6)                                        |                                                 |
| 2                                               | 2-0                                             | 17 августа 2019                                 | Хавьер Мартинес (4-6)                           | Стадион Banc of California, Лос-Анджелес, Калифорния, США | UD 6 (6)                                        |                                                 |
| 1                                               | 1-0                                             | 28 июня 2019                                    | Хосе Антонио Меза (6-3)                         | Pechanga Resort & Casino, Темекьюла, Калифорния, США      | UD 4 (4)                                        | Дебют на профессиональном ринге.                |

## Достижения

### Титулы

#### Любительские
- 2007.  Победитель первенства России среди юношей
- 2007.  Победитель первенства России среди старших юношей
- 2007.  Призёр первенства Европы в Англии
- 2008.  Победитель международного турнира «Янтарные перчатки»
- 2009.  Победитель первенства России
- 2009.  Победитель всероссийских соревнований «Кубок памяти Н.А Никифорова -Денисова, почетного президента AIBA»
- 2010.  Победитель первенства России среди юниоров
- 2012.  Призёр первенства России среди юниоров
- 2012.  Финалист чемпионата Мира среди студентов
- 2013.  Финалист первенства России среди юниоров 19-22 лет
- 2013.  Призёр международного турнира в Кыргызстане
- 2014.  Призёр международного турнира в Венгрии
- 2015.  Призёр международного турнира в Кыргызстане
- 2015.  Призёр первенства России среди юниоров 19-22 лет

### Звания
- 2010 Мастер спорта России